# Ptičie
Ptičie (bis 1927 slowakisch „Pčice“; ungarisch Peticse) ist eine Gemeinde im Osten der Slowakei mit 640 Einwohnern (Stand 31. Dezember 2024), die zum Okres Humenné, einem Kreis des Prešovský kraj, und zur traditionellen Landschaft Zemplín gehört.

## Geographie
Die Gemeinde befindet sich am Rande des Vihorlatgebirges unterhalb des Bergs Humenská (445 m n.m.) am Bach Ptavka (Flussgebiet Laborec). Das Ortszentrum liegt auf einer Höhe von 226 m n.m. und ist sieben Kilometer von Humenné entfernt.
Westlich des Hauptortes liegt noch der Ortsteil Podskalka, der jedoch kein Gemeindeteil ist.
Nachbargemeinden sind Hažín nad Cirochou im Norden, Kamienka im Osten, Valaškovce (Militärgelände) und Chlmec im Süden, Jasenov im Westen und Humenné im Nordwesten.

## Geschichte
Die ältesten Gegenstände aus dem heutigen Gemeindegebiet sind 237 keltisch-dakische Münzen, die zeitlich wohl gegen Hälfte des 2. Jahrhunderts v. u. Z. geprägt wurden.
Als Weiler ist Ptičie schon 1273 erwähnt, als Dorf jedoch erst 1451 und zwar als Peticse. In historischen Chroniken wird noch eine Burg gleichen Namens erwähnt, deren Standort jedoch nicht mehr bekannt ist. Das Dorf gehörte anfangs zum Herrschaftsgut von Humenné, vom 17. bis zum 19. Jahrhundert dem Geschlecht Csáky und zur Mitte des 19. Jahrhunderts Szapáry. 1557 wurden insgesamt fünf Porta verzeichnet. 1787 zählte man 51 Häuser und 435 Einwohner und 1828 76 Häuser und 578 Einwohner, die in der Landwirtschaft sowie in den umliegenden dichten Wäldern beschäftigt waren. Zwischen 1900 und 1910 wanderten viele Einwohner aus, unter anderen die Mutter des amerikanischen Schauspielers Paul Newman.
Bis 1918/1919 gehörte der im Komitat Semplin liegende Ort zum Königreich Ungarn und kam danach zur Tschechoslowakei beziehungsweise heute Slowakei.

## Bevölkerung
| Jahr                | 1994 | 2004    | 2014    | 2024    |
| ------------------- | ---- | ------- | ------- | ------- |
| Anzahl der Personen | 613  | 621     | 654     | 640     |
| Unterschied         |      | +1,30 % | +5,31 % | −2,14 % |

| Jahr                | 2023 | 2024    |
| ------------------- | ---- | ------- |
| Anzahl der Personen | 635  | 640     |
| Unterschied         |      | +0,78 % |

Nach der Volkszählung 2011 wohnten in Ptičie 633 Einwohner, davon 590 Slowaken, fünf Russinnen, drei Ukrainer und jeweils ein Kroate und Tscheche. 33 Einwohner machten zur Ethnie keine Angabe. 532 Einwohner bekannten sich zur römisch-katholischen Kirche, 35 Einwohner zur griechisch-katholischen Kirche, 13 Einwohner zur orthodoxen Kirche, drei Einwohner zur evangelischen Kirche A. B. und ein Einwohner zu den Zeugen Jehovas. Fünf Einwohner waren konfessionslos und bei 44 Einwohnern wurde die Konfession nicht ermittelt.

## Bauwerke
- römisch-katholische Mariä-Namen-Kirche